# 雷多墓園

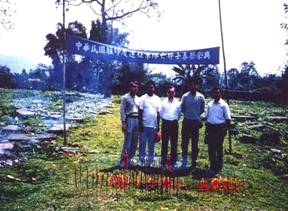
雷多墓園

雷多墓園（英語：War Cemetery - Longtong in Tinsukia District of the Indian state of Assam）地处印度东北部的阿薩姆邦雷多小镇，比邻缅甸。中国军人的墓葬当时有两处：（英文）Margherita 和 Lekhapani。分别在雷多两侧，距离不远。
当时中国远征军为了配合約瑟夫·史迪威将军的领导反攻缅北，在雷多附近Lekhapani是军营所在地。而战时医院和转运仓库则设立在人口更多的集镇 Margjherita （页面存档备份，存于）。由于不习惯印度当地气候患疟疾、痢疾、伤寒等，中国士兵当时殉职很多。还有些是打仗负伤后在战时医院死亡的。这些死者后来就近就埋葬在这两个地点。